# Chrapice
Chrapice – część wsi Skąpe  w Polsce położona w województwie kujawsko-pomorskim, w powiecie toruńskim, w gminie Chełmża.
Pierwsza wzmianka o źródle pisanym pochodzi z roku 1264. Wieś w kronikach i w dokumentach występowała wtedy pod nazwami: Hermannistor (1264), Crapitz, Chrapiec (1400), Crapitcz (1438), Crapycz (1511), Chrapice (1642), Chrapitz (1885). W średniowieczu wieś należała do tzw. klucza papowskiego. W roku 1505 wieś została przekazana przez króla polski dla biskupów chełmińskich. Na przełomie XVI i XVII wieku należały do dóbr stołowych biskupów chełmińskich. Pierwszy tamtejszy spis ludności nastąpił w 1773 roku. Wieś liczyła wtedy 38 osób. W XIX wieku do Chrapic napłynęło wielu osadników pochodzenia niemieckiego, co wpłynęło znacząco na strukturę wyznaniową. W roku 1885 mieszkało tu 95 ewangelików i tylko 14 katolików. W 1925 wieś należała do powiatu toruńskiego. W wyniku reformy samorządu terytorialnego, w 1934 jednostkowa gmina wiejska Chrapice została zlikwidowana, a wieś Chrapice została włączona do gminy zbiorowej Chełmża z siedzibą w mieście Chełmża
W latach 70. Chrapice zanikły/ zostały włączone do wsi Skąpe i stanowią jej część.
Miejscowość należała do klucza papowskiego.